# 碳式複寫紙

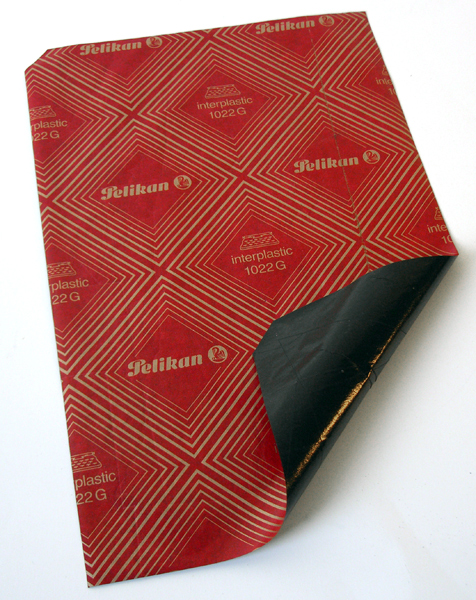
碳式复写纸

碳式複寫紙（Carbon paper）是壓敏複寫紙的一種，是一種一面塗有干墨水或者其他顏料的紙，通常使用蠟封。當人們通過手寫或者打字機製作原件的同時，它被用來複製副本。

## 使用方法
將碳紙放在原件的下面，同時在碳紙下方放上另外一張紙（通常薄一些）。當人們足夠用力的在上層紙張上寫字時，碳紙的顏色將會因壓力而轉到下層紙上。同樣的方式也適用於使用機械鍵盤或者球形打印頭的打字機。一次複製多個副本也是可以的，每多一層碳紙和白紙就會多複製一個副本，直到壓力不足無法將顏色傳到白紙上。

## 歷史
现在不知道谁是碳紙的發明者，但是在1806年7月10日一個叫做Ralph Wedgwood的英國人所获得的“stylographic writer”的專利文件最早提到了碳纸这个词。
 

## 用途

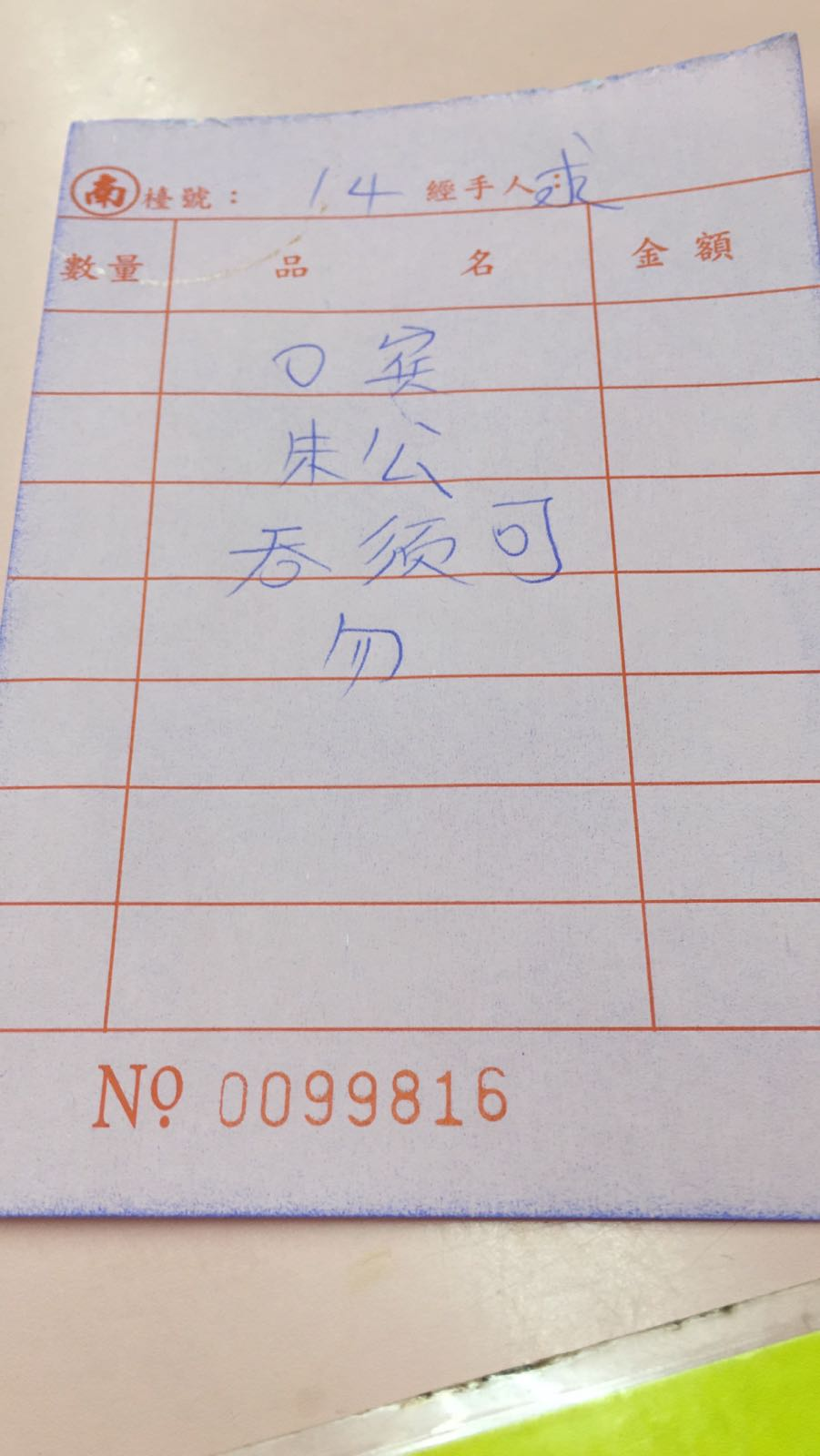
餐廳下單

最早的用途是人們是用来复制书信的副本，但是随着复印机发明，它被人们越来越少使用，只有在餐馆点菜，开写罚单，部分公司以普通紙張複寫等少数情况下还在使用。另外如今碳纸在燃料电池领域得到了广泛的使用，它被用来当做质子交换膜来使用。人们在使用电子邮件还能见到抄送的英文CC，即Carbon Copy的缩写。

## 外部連結
- Carbon Paper Being Used in Fuel Cells
- The Exciting History of Carbon Paper!
- How Carbon Paper is Made
- A comment on carbon paper